# Mikito Takayasu
Mikito Takayasu (jap. 高安右人 Takayasu Mikito; ur. 4 września 1860 w prefekturze Saga, zm. 20 listopada 1938 w Beppu) – japoński lekarz okulista, pamiętany przede wszystkim za pozostawienie opisu choroby określanej dziś jako zapalenie tętnic Takayasu.

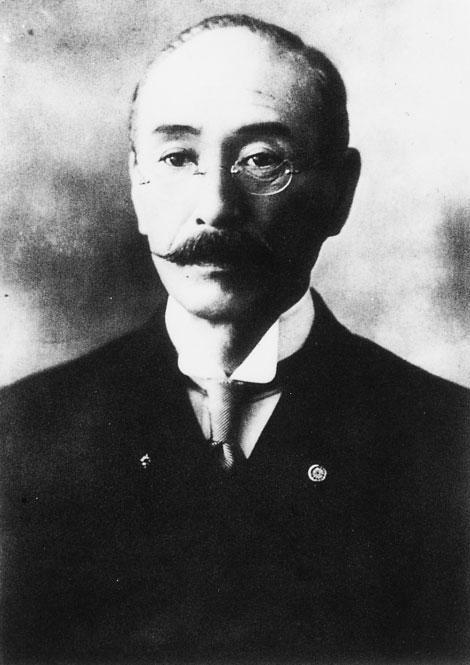
Mikito Takayasu

Urodził się w 1860 roku. 29 lipca 1903 otrzymał tytuł Igaku Hakushi. Otrzymał katedrę na Uniwersytecie Kanazawa. Pod koniec życia przeniósł się do Beppu, Kiusiu, gdzie zmarł w listopadzie 1938.